# Skägguan
Skägguan (Penelope barbata) är en fågel i familjen trädhöns inom ordningen hönsfåglar.

## Utseende
Skägguanen är en liten (55 cm) och mestadels brunaktig trädhöna. Ovansidan och bakre delen av undersidan är mörkt gråbrun, bortsett från silvergrå inslag i hjässan och på nacken. Vingarna är också mattare och på stjärten har den ett diffust rostbrunt ändband. Fjädrarna på nedre delen av halsen och bröstet är tydligt vitkantade. Benen är röda, liksom dröglappen.

## Utbredning och status
Fågeln förekommer i lokalt i västra Anderna i sydvästra Ecuador och nordvästra Peru. Den behandlas som monotypisk, det vill säga att den inte delas in i några underarter.

## Status
Skägguanen har en rätt liten världspopulation uppskattad till endast 1 800–6 500 vuxna individer. Den tros också minska i antal tillföljd av habitatförstörelse och jakt. IUCN kategoriserar arten som nära hotad.